# Danielle Williamsová
Danielle Williamsová (* 14. září 1992) je jamajská sportovkyně, atletka, dvojnásobná mistryně světa v běhu na 100 m překážek z let 2015 a 2023.

## Kariéra
V roce 2010 startovala na světovém juniorském šampionátu, kde doběhla v závodě na 100 metrů překážek čtvrtá. Při své premiéře na mistrovství světa dospělých v Moskvě v roce 2013 se na této trati probojovala do semifinále. Zatím největším úspěchem se pro ni stal titul mistryně světa na 100 metrů překážek z Pekingu v roce 2015, kdy si zároveň vytvořila nový osobní rekord 12,57.